# 羅美珍 (人瑞)
羅美珍（1885年7月9日—2013年6月4日），女，瑶族，广西恩隆人，中国未经证实的超級人瑞，因自然衰老於2013年6月4日逝世，去世時為127歲。
根据新闻报道，她育有3男2女。在61岁时生下儿子黄有才（1946年－）。她所在的村落也因长寿而著名，引来众多游人追捧。
她于2010年10月16日至2012年12月27日间连续三年在中国十大寿星排行榜上名列榜首。